# Malý Kamenec
Malý Kamenec, ungarisch Kiskövesd (bis 1948 slowakisch „Malý Kevežd“) ist eine Gemeinde im Osten der Slowakei mit 410 Einwohnern (Stand 31. Dezember 2024), die zum Okres Trebišov, einem Kreis des Košický kraj, gehört. Sie ist Teil der traditionellen Landschaft Zemplín.

## Geographie

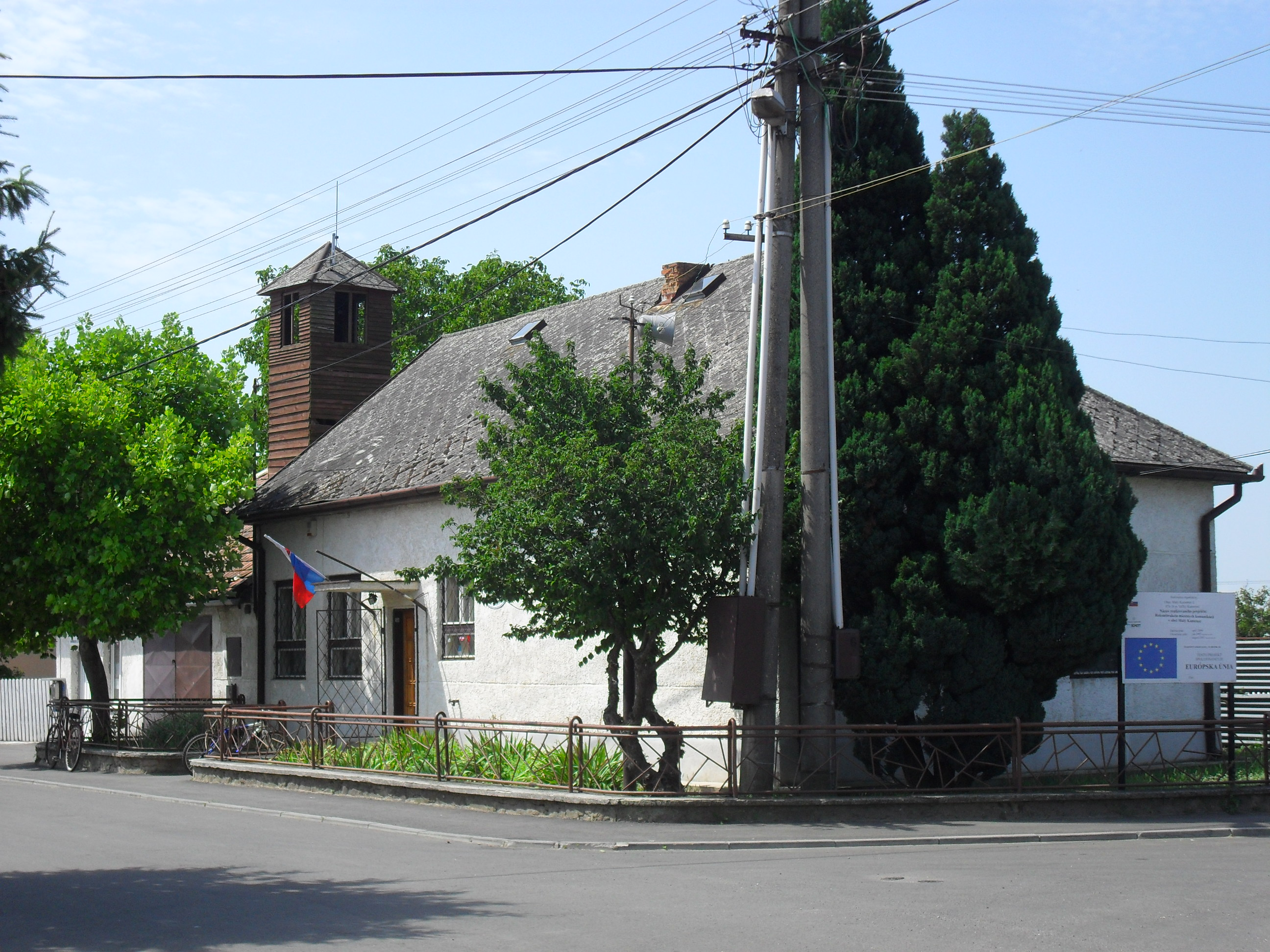
Gemeindeverwaltung von Malý Kamenec

Die Gemeinde befindet sich im Südteil des Ostslowakischen Tieflands, in der Kleinregion Medzibodrožie (ungarisch Bodrogköz), unweit der Staatsgrenze zu Ungarn. Das Ortszentrum liegt auf einer Höhe von 114 m n.m. und ist 19 Kilometer von Kráľovský Chlmec sowie 40 Kilometer von Trebišov entfernt.
Nachbargemeinden sind Veľký Kamenec im Norden, Nordosten und Osten, Karcsa (H) im Süden, Karos (H) im Südwesten und Streda nad Bodrogom im Westen und Nordwesten.

## Geschichte

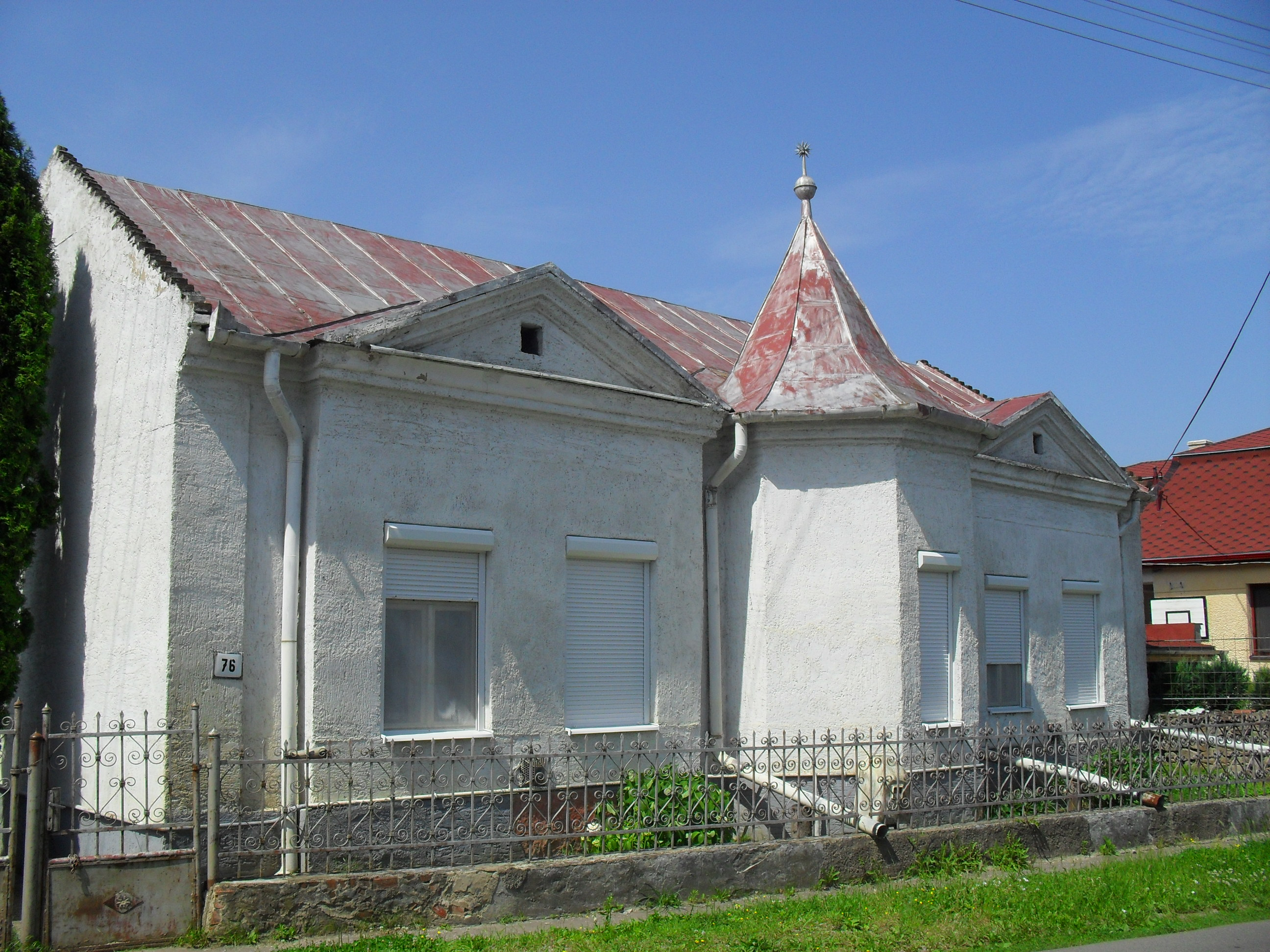
Haus im Ort

Malý Kamenec wurde zum ersten Mal 1358 als utraque Kyused schriftlich erwähnt, weitere historische Bezeichnungen sind unter anderem Kyskewesd (1438) und Malá Keweschda (1786). Das Dorf entstand auf dem Gemeindegebiet von Veľký Kamenec (ungarisch Nagykövesd) und lag zuerst in der Herrschaft der Burg Kamenec, später hatte es verschiedene Gutsherren. Im 18. Jahrhundert war der Ort Besitz der Familie Klobusiczky, im 19. Jahrhundert der Familie Vécsey, des Grafen Windischgrätz und anderer. 1557 wurden fünf Porta verzeichnet, 1715 gab es eine Mühle, fünf bewohnte und 20 verlassene Haushalte. 1787 hatte die Ortschaft 47 Häuser und 309 Einwohner, 1828 zählte man 76 Häuser und 529 Einwohner. Bis zum 18. Jahrhundert waren die Einwohner als Weber und Winzer tätig. Von 1880 bis 1900 wanderten viele Einwohner aus.
Bis 1918/1919 gehörte der im Komitat Semplin liegende Ort zum Königreich Ungarn und kam danach zur Tschechoslowakei beziehungsweise heutigen Slowakei. In der Zeit der ersten tschechoslowakischen Republik waren die Einwohner als landwirtschaftliche Arbeiter beschäftigt. Auf Grund des Ersten Wiener Schiedsspruchs war der Ort von 1938 bis 1944 noch einmal Teil Ungarns.

## Bevölkerung
| Jahr                | 1994 | 2004    | 2014    | 2024    |
| ------------------- | ---- | ------- | ------- | ------- |
| Anzahl der Personen | 484  | 457     | 445     | 410     |
| Unterschied         |      | −5,57 % | −2,62 % | −7,86 % |

| Jahr                | 2023 | 2024    |
| ------------------- | ---- | ------- |
| Anzahl der Personen | 420  | 410     |
| Unterschied         |      | −2,38 % |

Nach der Volkszählung 2011 wohnten in Malý Kamenec 460 Einwohner, davon 421 Magyaren und 32 Slowaken. Sieben Einwohner machten keine Angabe zur Ethnie.
370 Einwohner bekannten sich zur reformierten Kirche, 60 Einwohner zur römisch-katholischen Kirche, 16 Einwohner zur griechisch-katholischen Kirche und fünf Einwohner zu den Zeugen Jehovas. Sieben Einwohner waren konfessionslos und bei zwei Einwohnern wurde die Konfession nicht ermittelt.

## Bauwerke und Denkmäler
- reformierte (calvinistische) Kirche im neoklassizistischen Stil aus dem Jahr 1903[6]

## Verkehr
Durch Malý Kamenec führt die Cesta III. triedy 3691 („Straße 3. Ordnung“) zwischen Streda nad Bodrogom und Veľký Kamenec. Der nächste Bahnanschluss ist in Streda nad Bodrogom an der Bahnstrecke Čierna nad Tisou–Košice.